# خوزه امیلیو آماویسکا
خوزه امیلیو آماویسکا (اسپانیایی: José Emilio Amavisca‎؛ زادهٔ ۱۹ ژوئن ۱۹۷۱) بازیکن سابق فوتبال اهل اسپانیا است.
از باشگاه‌هایی که در آن بازی کرده‌است می‌توان به باشگاه فوتبال رئال مادرید، باشگاه فوتبال راسینگ سانتاندر، باشگاه فوتبال دپورتیوو لاکرونیا، باشگاه فوتبال اسپانیول و باشگاه فوتبال رئال وایادولید اشاره کرد.